# Северна Милва
Северна Милва (на руски: Северная Мылва) е река в Република Коми на Русия, ляв приток на Печора. Дължина 213 km. Площ на водосборния басейн 5970 km².
Река Северна Милва води началото си от блатисти местности в крайната южна част на Тиманското възвишение, на 179 m н.в., в южната част на Република Коми. В горното си течение тече в североизточна посока, а в средното и долното – в северна посока през гористи и заблатени райони, като силно меандрира. Влива се отляво в река Печора, при нейния 1360 km, на 94 m н.в., при селището от градски тип Троицко-Печорск, в южната част на Република Коми. Основни притоци: леви – Расъю (112 km), Нюмилга (80 km), Сойва (154 km); десни – Инат (633 km). Има смесено подхранване с преобладаване на снежното, с ясно изразено пролетно пълноводие през май и началото на юни. Среден годишен отток на 20 km от устието, 29,5 m³/s. Заледява се през 2-рата половина на октомври или през ноември, а се размразява в края на април или през май. По течението ѝ са разположени две населени места – село Бели Бор и селището от градски тип Троицко-Печорск в устието.